# Dzień, który zmienił moje życie
Dzień, który zmienił moje życie – polski serial paradokumentalny emitowany na antenie telewizji Polsat w latach 2014–2015, oparty na francuskim formacie Le Jour où tout a basculé (emitowanym na kanale France 2).
Serial ten nie został przedłużony na jesienny sezon telewizyjny w 2015 roku.

## Opis
Każdy odcinek serialu opowiada dwie inne historie, dotyczące problemów patologii życia codziennego. Wszystkie historie, napisane przez scenarzystów, są symulowane, aby wyglądały prawdziwie, przez aktorów-amatorów. 

## Spis serii
| Seria | Odcinki      | Premiera serii  | Finał serii       | Pora emisji               |
| ----- | ------------ | --------------- | ----------------- | ------------------------- |
| 1     | 1–40 (40)    | 3 marca 2014    | 28 kwietnia 2014  | poniedziałek–piątek 14.45 |
| 2     | 41–100 (60)  | 1 września 2014 | 21 listopada 2014 | poniedziałek–piątek 14.45 |
| 3     | 101–150 (50) | 2 marca 2015    | 11 maja 2015      | poniedziałek–piątek 14.45 |